# José Miguel Fritis
José Miguel Fritis (Santiago de Chile, 11 de septiembre de 1949 - Puerto Montt, 21 de mayo de 2009) fue un político chileno. 

## Biografía
Fritis ingresó al Partido Demócrata Cristiano en 1967. Fritis llegó a ser secretario general de la Juventud DC y, después del Golpe de Estado del 11 de septiembre de 1973, fue el gerente general de la Radio Balmaceda, ligada a ese partido, hasta que en 1977, la Junta de Gobierno cerró la radio y  Fritis decidió viajar a Venezuela. En el extranjero, trabajó en la Organización Latinoamericana de la Democracia Cristiana, gracias a la cual tuvo la oportunidad de convertirse en asesor de varios presidentes, incluyendo al venezolano Luis Herrera Campins, al guatemalteco Vinicio Cerezo, a José Napoleón Duarte en El Salvador. Fue director del Instituto Venezolano de Educación Popular (IVEPO) y tuvo por misión pacificar y democratizar esa nación y ayudar a desmantelar a grupos paramilitares de izquierda y extrema derecha.
La cercanía con el mandatario salvadoreño no fue fácil, ya que sufrió diversos atentados terroristas de los Escuadrones de la Muerte de extrema derecha, lo que lo obligó a tener que usar guardaespaldas. En una oportunidad, estaba en su oficina cuando un comando armado derechista llegó hasta el lugar, ubicado en la colonia Escalón. Dispararon un lanzagranadas, pero equivocaron el blanco: hicieron fuego en la residencia del lado, que estaba vacía.
Cuando finalizó el gobierno de Duarte, en 1988, Fritis decidió volver a Chile, esperando obtener un cargo en el Consejo Coordinador de Seguridad Pública del electo gobierno de Patricio Aylwin, pero Enrique Krauss, que era ministro del Interior, no lo confirmó en el puesto. Tras ello, decidió radicarse en el sur de Chile, comprando predios cercanos a las termas de El Amarillo, en Chaitén, donde planeó instalar un negocio turístico. Sin embargo, deudas con el Banco del Estado llevaron sus terrenos a remate en 1997. Los paños fueron comprados por un norteamericano que en ese entonces recién se hacía conocido en Chile: Douglas Tompkins, quien pagó por ellos $ 150 millones.
Fritis decidió hacer una carrera política local; fue concejal y gobernador de la Provincia de Palena. En las elecciones de 2000 obtuvo un 47,58% de las preferencias. Fritis se presentó a la reelección como independiente en 2004, alcanzando nuevamente cerca del 48% de los votos. Durante su gestión enfrentó acusaciones de malversación de fondos y fraude al Fisco -de las que al final fue absuelto- y en medio de la batahola, el exmilitante y expresidente del PDC, Adolfo Zaldívar, lo expulsó.
En 2007 volvió al cargo y, el 2008 debió hacer frente a la erupción del volcán Chaitén, que terminó provocando la evacuación total de la ciudad. Al respecto, Fritis señaló "Esto es una agonía, porque la información que va llegando hace que la gente se enfrente a la realidad, sufra al ver cómo sus hogares se destruyen, en fin, es una situación de nunca acabar, es una situación bastante tremenda". En las elecciones municipales de 2008 perdió frente a Pedro Vásquez, un coronel retirado del Ejército. Ante el resultado, Fritis optó por radicarse en Puerto Varas, ciudad en que su salud, siempre delicada debido a una insuficiencia renal, comenzó a deteriorarse. El 21 de mayo de 2009 comenzó a sentir fuertes dolores en su pecho. Lo operaron en Puerto Montt al día siguiente para ponerle un marcapasos bicameral, cuya intervención se complicó y derivó en un infarto que le quitó la vida.

## Resultados electorales

### Elecciones Municipales de 2008
- Elecciones municipales de 2008